# Marigny-Chemereau

Marigny-Chemereau este o comună în departamentul Vienne, Franța. În 2009 avea o populație de 531 de locuitori.